# Filialkirche Seewiesen

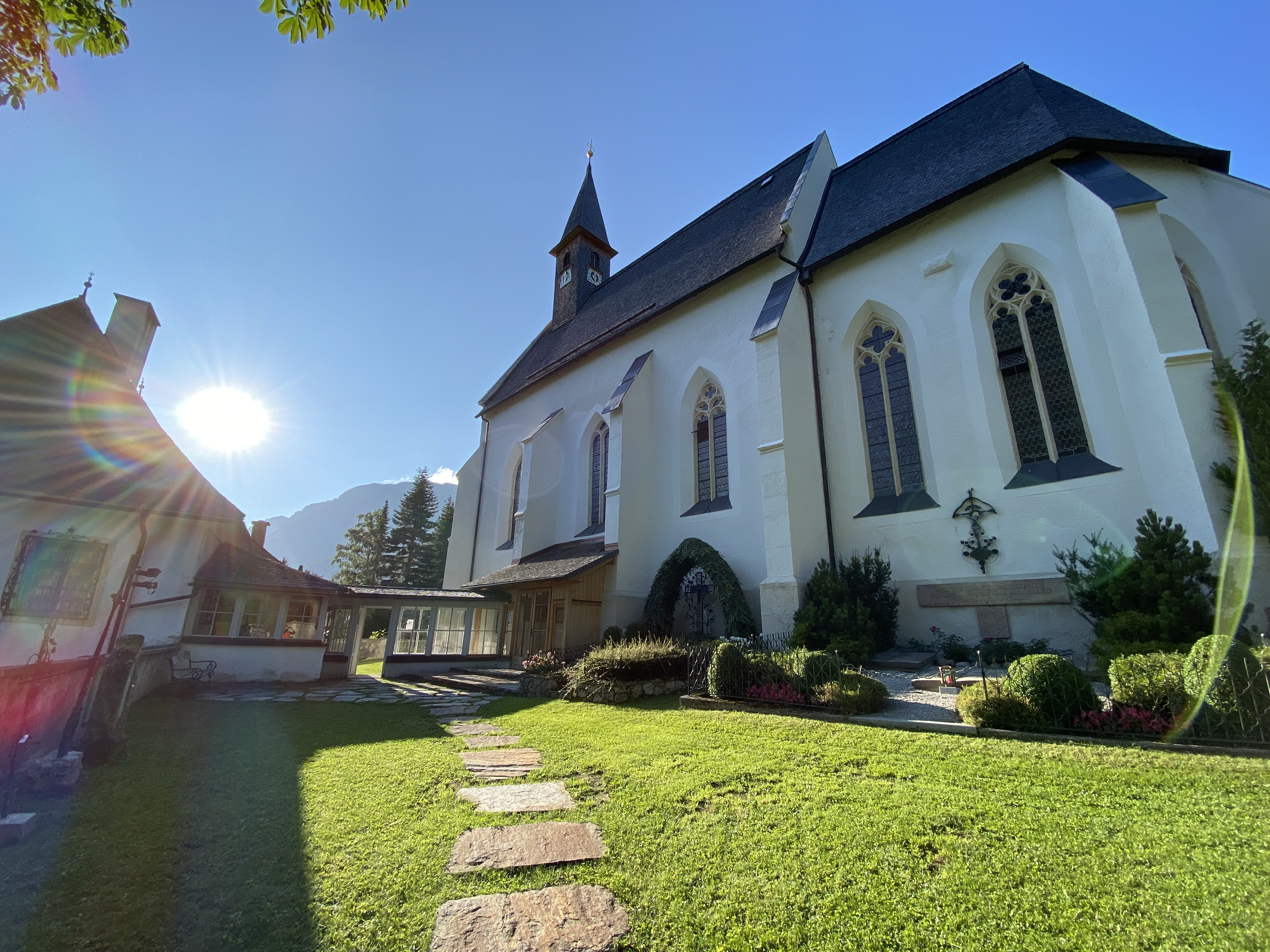
Seewiesen Kirche

Die Filialkirche Seewiesen in der Katastralgemeinde Seewiesen der Gemeinde Turnau ist eine römisch-katholische Filialkirche der Pfarre Turnau im Bezirk Bruck-Mürzzuschlag im Bundesland Steiermark. Sie ist dem heiligen Leonhard geweiht und wird auch „Steirisches Heiligenblut“ genannt.

## Geschichte
1157 trug der Mönch Magnus auf seinem Weg vom Stift St. Lambrecht eine Madonna aus Lindenholz, die heutige „Magna Mater Austriae“, durch Seewiesen und über den Seebergsattel ins dreißig Kilometer nördlich gelegene, heutige Mariazell. Mit dem Aufschwung der Wallfahrten zur Gnadenmutter von Mariazell zogen verstärkt Pilger durch Seewiesen, das in einer Urkunde vom 30. September 1335 erstmals aufscheint. Darin erteilt Erzbischof Friedrich von Salzburg dem Abt Ortolph vom Stift St. Lambrecht die Erlaubnis zum Bau einer Kirche als letzter Pilgerstation vor dem Ziel.
1366 wurde die Kirche fertiggestellt und durch Bischof Heinrich Krafft von Lavant geweiht. Die Konsekrationsurkunde wurde 1755 vom ersten Pfarrvikar Seewiesens, Pater Paulus de Apostolis, unter dem Altarstein gefunden.
1754 wurde die Kirche in Seewiesen durch Eugen Inzaghi, den Abt des Stiftes St. Lambrecht, zur Pfarrkirche erhoben. Dieser ließ zwei Jahre später den Pfarrhof mit barocken Eisengittern vor den Fenstern errichten. Über dem Haustor prangt das Wappen des Erbauers, der am 1. Jänner 1760 verstarb. Eugen Inzaghi liegt in der Basilika von Mariazell begraben.
Im Jahr 1958 wurde die Kirche Seewiesen zur Diözesanpfarre, 1998 zur Filialkirche der Pfarre Turnau.

## Architektur und Ausstattung

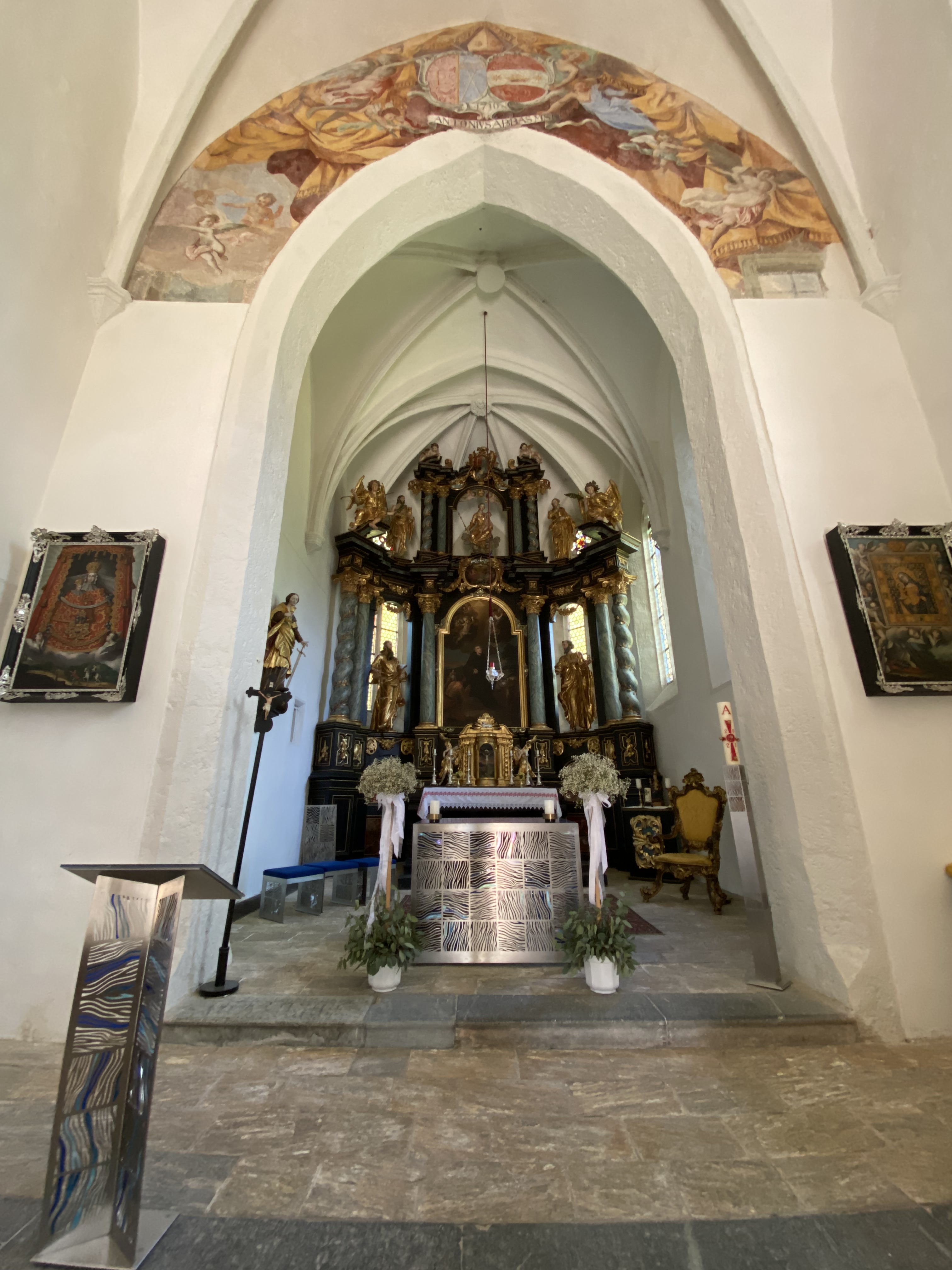
Inneres der Filialkirche Seewiesen mit dem Wappen von Abt Anton Stroz OSB (St. Lambrecht)

Der Barockaltar wurde von drei steirischen Künstlern in den Jahren 1688 bis 1692 geschaffen: Mathias Zarztsch schuf den Altaraufbau, Hans Adam Weissenkircher das Altarbild des hl. Leonhard und Andreas Marzl die vergoldeten Engelsfiguren und zu beiden Seiten des Altarbildes die Statuen der Apostel Petrus und Paulus. Von ihm stammt auch die Madonna über dem Altarbild, welche von Johannes dem Täufer und Maria Magdalena flankiert wird. Auch auf dem Drehtabernakel knien Engel aus seiner Hand.
Links und rechts der barocken Sessio, einer Stiftung des Wiener Schulrates Erich Brandstätter, befinden sich zwei Kopien, Altarbilder der 1957 entfernten Seitenaltäre signiert mit 1754, aus der Mariazeller Schatzkammer.
Die Statuen der hl. Barbara und des hl. Leonhard sind die einzigen Relikte des Inventars der gotischen Kirche. Beide Heilige sind Schutzpatrone in dieser Gegend: die heilige Barbara ist die Schutzpatronin der Bergwerksleute (im Nachbarort Gollrad wurde Silber abgebaut). Der heilige Leonhard ist der Schutzpatron von Seewiesen. Bis heute finden jedes Jahr am 6. November Wallfahrten aus den Nachbarpfarren nach Seewiesen statt.
Bei der Orgel handelt es sich um ein Barock-Positiv, das um 1700, zur Zeit der Barockisierung der Kirche, eingebaut wurde.
Aus derselben Zeit stammen auch die beiden Fresken. An der Westwand über der Empore ist die Kreuzigung Jesu, am Triumphbogen ein Vorhang mit Wappen von Abt Anton Stroz (Stift St. Lambrecht), 1710 datiert, dargestellt. Die Fresken wurden im Jahr 1957 von Anton Fötsch freigelegt.
Die Orgel wurde 1961 von dem Grazer Orgelbauer Gebrüder Hopferwieser restauriert und elektrifiziert.
Die Glocke, gegossen 1711 von der Grazer Glockengießerei Florian Streckfuß, mit Reliefs der hl. Barbara, der hl. Katharina, dem hl. Nikolaus und dem hl. Florian hat ein Gewicht von hundert Kilogramm.
Die kleinere Glocke mit 45 Kilogramm fiel 1917 dem Ersten Weltkrieg zum Opfer, wurde aber 1919 durch eine Gussstahlglocke des Unternehmens Böhler ersetzt. Diese ist der Rosenkranzkönigin geweiht.
Die Kirche hatte früher einen barocken Dachreiter auf dem Ostgiebel des Langhauses, der 1906 vom Abt von St. Lambrecht, Severin Kalcher, durch den jetzigen auf dem Westgiebel ersetzt wurde. Aus dieser Zeit stammt auch die Turmuhr aus der Werkstatt von Ignaz Berthold aus Ehrenhausen. Sie wurde 1975 auf ein elektrisches Zählwerk umgestellt.

Der Turmaufgang mit Wendeltreppe wurde 1966 neu errichtet. Der verglaste Verbindungsgang zwischen Pfarrhof und Kirche (er dient dem ungehinderten Passieren bei hoher Schneelage) stammt aus dem Jahr 1964.

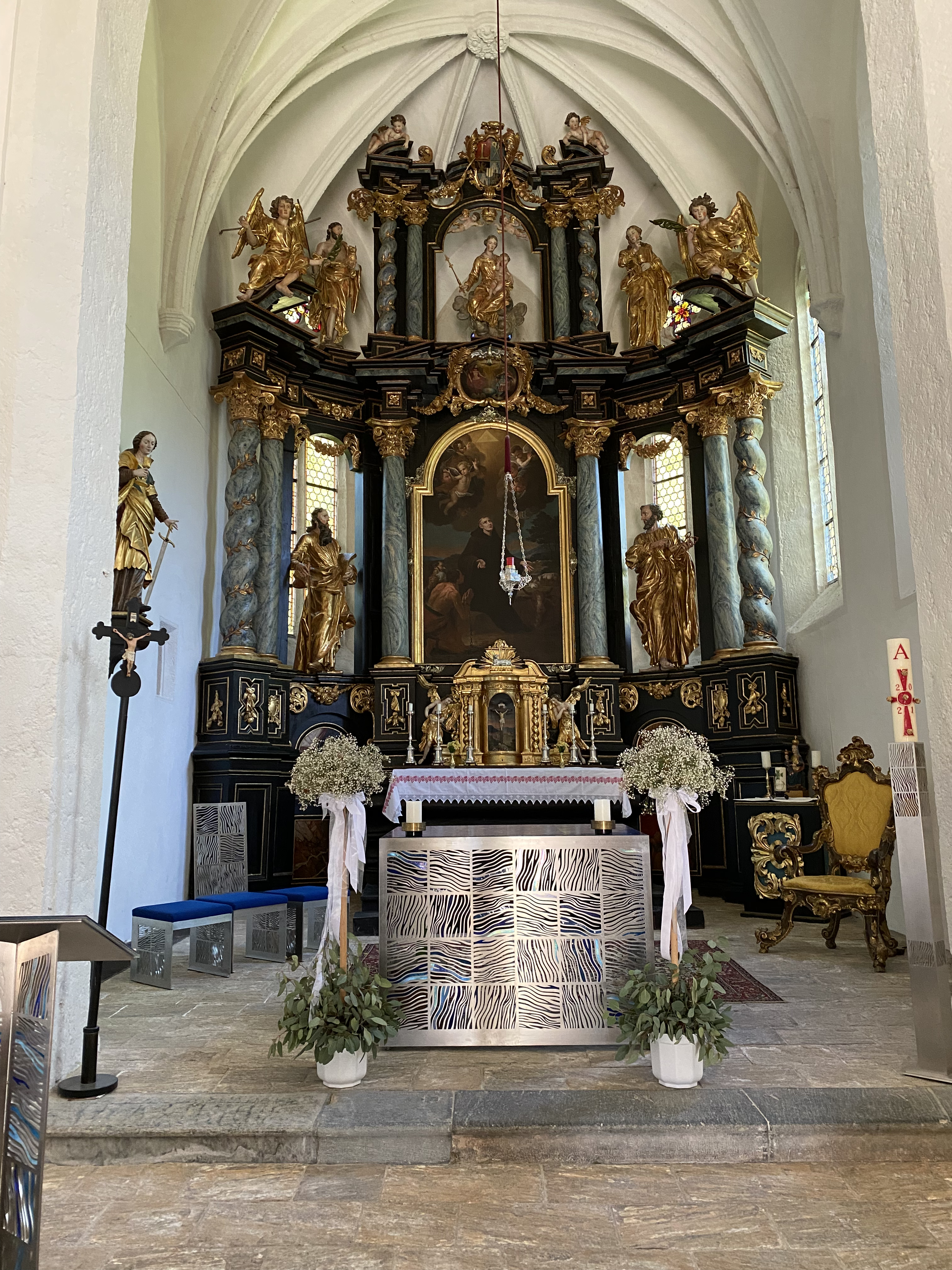
Barocker Hochaltar und moderner Volksaltar
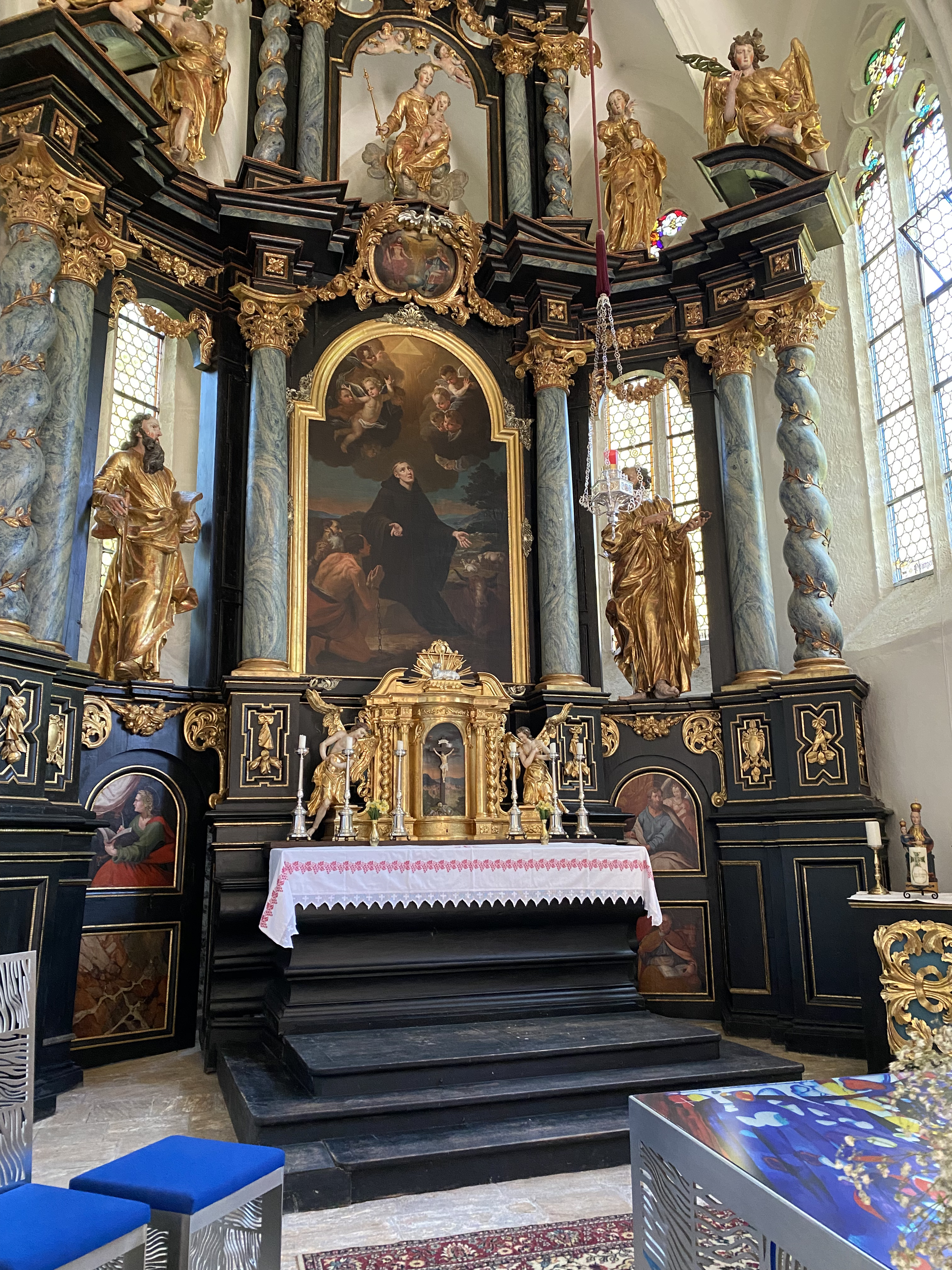
Hochaltar im Detail
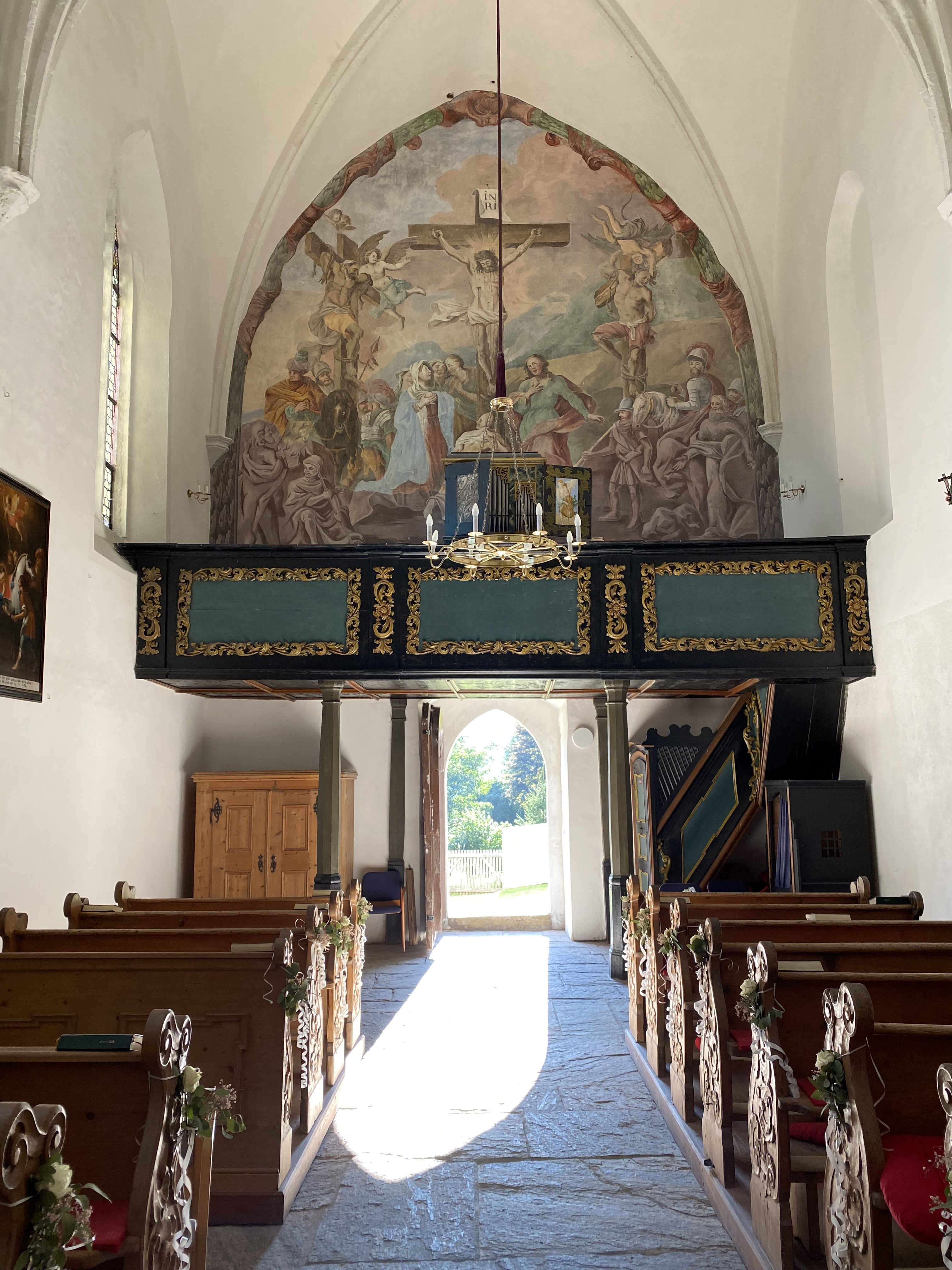
Blick auf die Orgelempore; Westwand mit der Darstellung der Kreuzigung Jesu
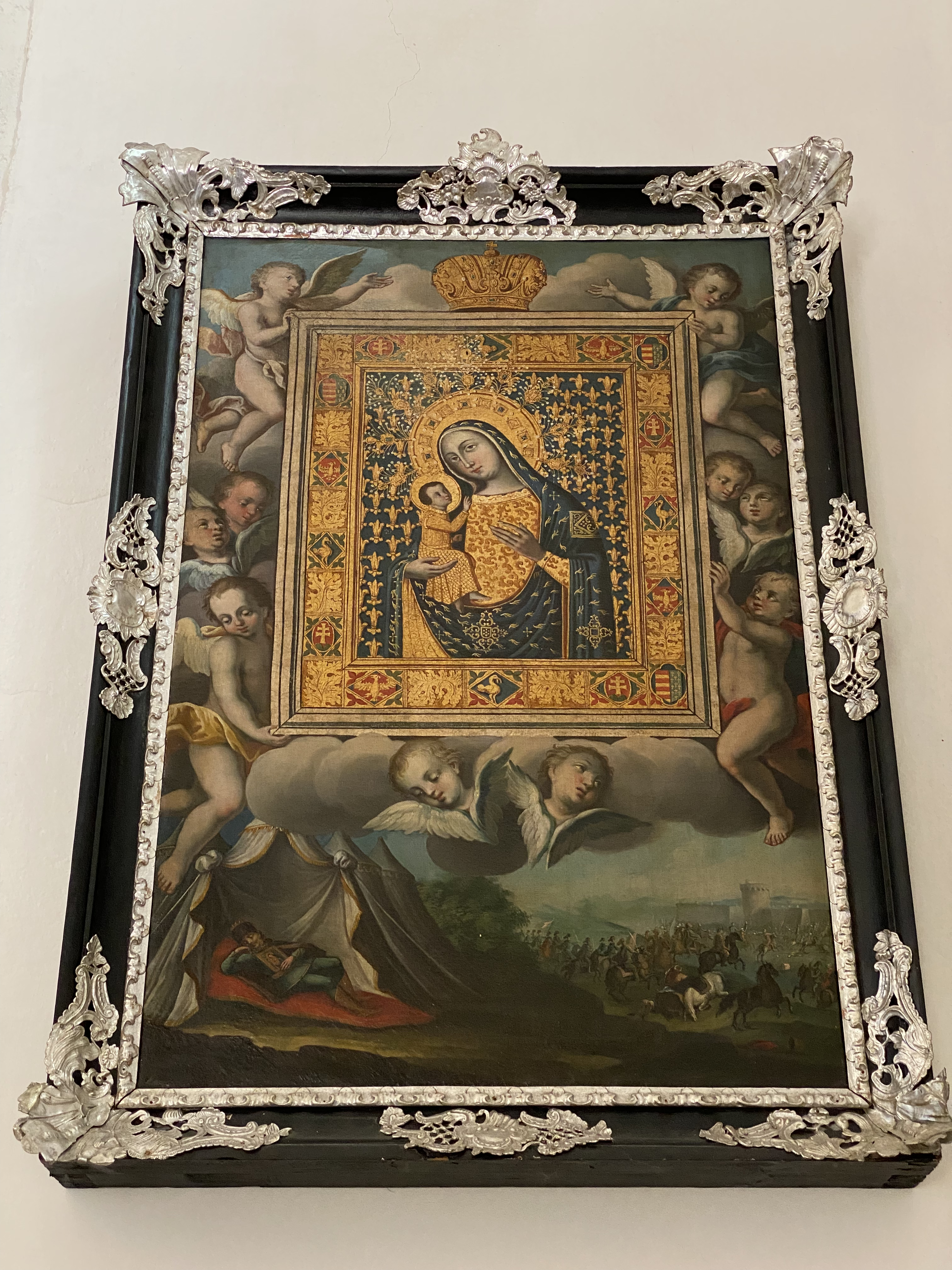
Kopie des Mariazeller Schatzkammerbildes von 1764, ehem. Altarbild
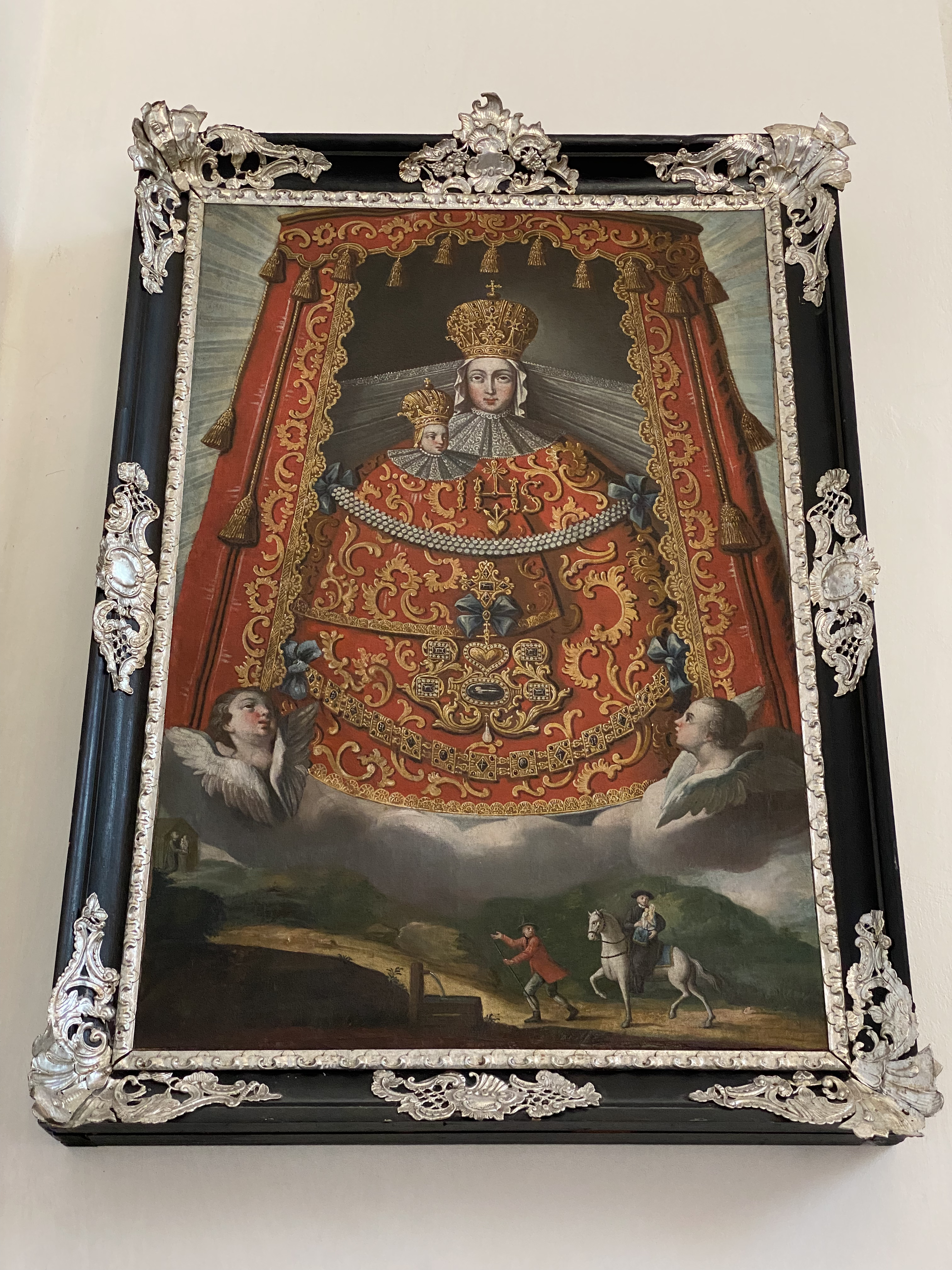
Kopie von 1764, ehem. Altarbild

## Sonstiges
In der Kirche St. Leonhard wird ein besonderer Brauch, das „Handschuhtragen“, ausgeübt. Am Samstag vor dem dritten Fastensonntag wird ein Handschuh in der Kirche abgegeben, der dann am Leonharditag, dem 6. November, wieder zurückgeholt wird. Bis heute ziehen die Leute einmal im Jahr in Prozessionen nach Seewiesen.